# Handelsuniversität Osaka
Koordinaten: 34° 39′ 59,9″ N, 135° 35′ 5,3″ O

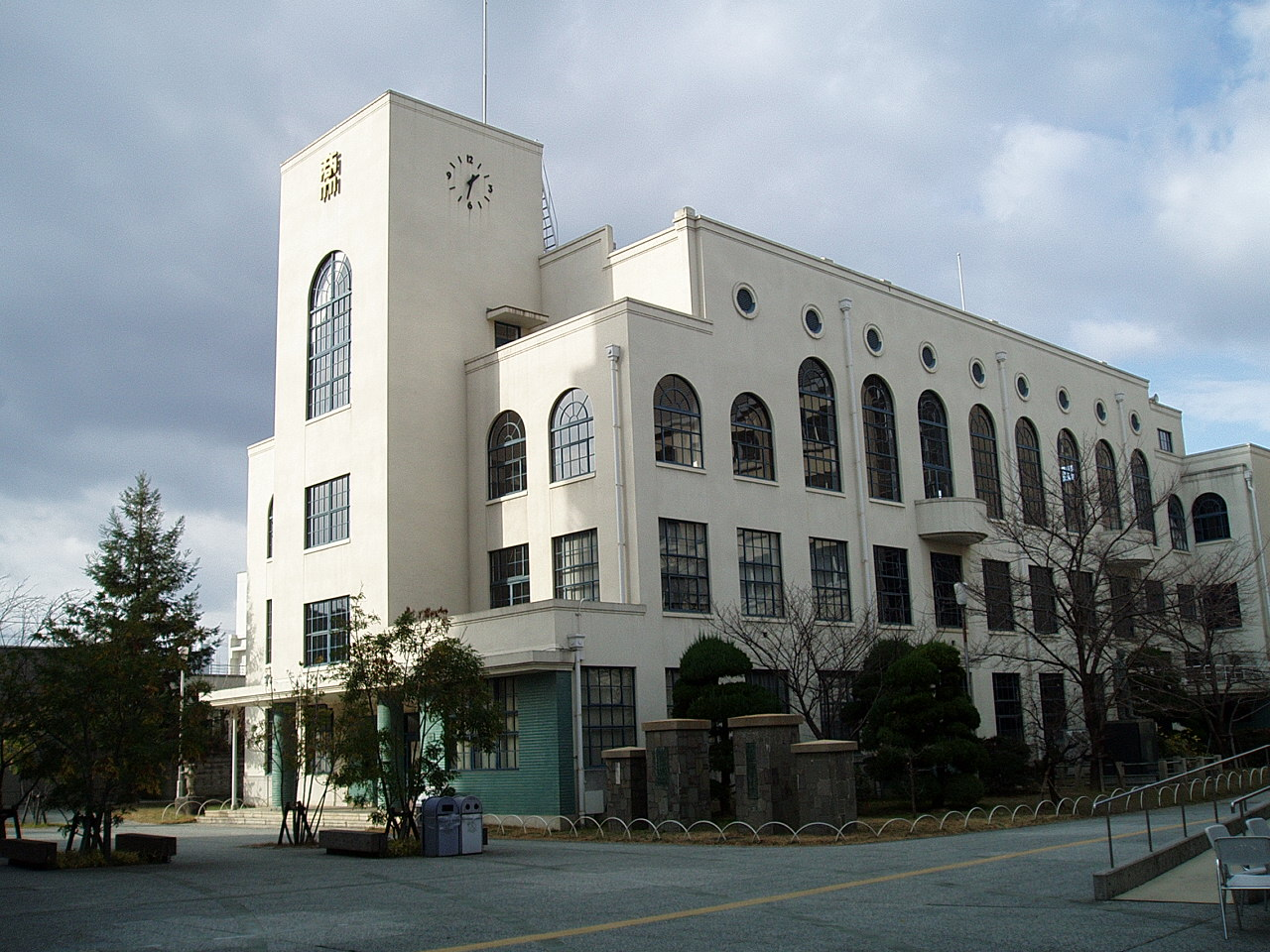
Tanioka-Gedenk-Gebäude, ehemaliges Hauptgebäude der Jōtō-Handelsschule, erbaut 1935

Die Handelsuniversität Osaka (jap. 大阪商業大学, Ōsaka shōgyō daigaku; engl. Osaka University of Commerce, kurz: OUC oder Daishōdai (大商大)) ist eine private Universität in Higashiōsaka in der  Präfektur Osaka (Japan).
Gegründet wurde sie 1928 von Noboru Tanioka (谷岡 登, 1894–1974) als Jōtō-Handelsschule (城東商業学校, Jōtō shōgyō gakkō; Jōtō bedeutet „Osten der Burg“). 1935 wurde das neue Hauptgebäude erbaut (heute das Tanioka-Gedenk-Gebäude). 1944 wurde die Privatschule Taisei-Gakkan (泰西学館, gegründet 1885) zur Jōtō-Handelsschule zusammengelegt. 1947 wurde die Frauenfachschule Katano (交野女子専門学校, gegründet 1946) zur Handelsschule zusammengelegt und in koedukative Jōtō-Fachschule reorganisiert. 1949 entwickelte sie sich zur 4-jährigen Jōtō-Universität Osaka. 1952 wurde sie in Handelsuniversität Osaka umbenannt. 1997 begannen die Masterstudiengänge, 1999 dann die Doktorkurse.

## Fakultäten
- Fakultät für Handelswissenschaft (総合経営学部)
- Fakultät für Public Affairs (公共学部)